# Billiken
Billiken es una revista infantil argentina, la más antigua de habla castellana en la actualidad. Desde 2020 sólo publica contenido online en su sitio web oficial, de acceso gratuito.Fue creada por el periodista Constancio C. Vigil y su primer número salió a la venta el 17 de noviembre de 1919, editado por Editorial Atlántida. 
En junio de 2018, la Editorial Atlántida decidió pasar su publicación de tira semanal a mensual. En noviembre de 2019 celebró su centenario con la publicación de su número 5144, siendo su último ejemplar impreso. La publicación oficial del centenario fue el libro infantil ilustrado 100 grandes mujeres latinoamericanas, coordinado por Euhen Matarozzo y Lauren Rea. En marzo de 2020 Billiken publica un anuario de descarga gratuita. Desde entonces, se transforma en una plataforma digital.

## Historia

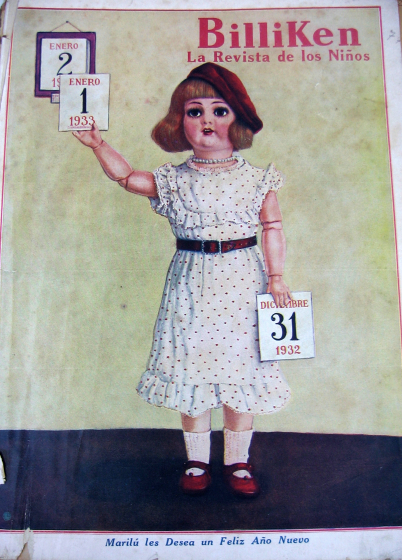
Portada de Billiken celebrando el Año Nuevo de 1933 y promoviendo a la famosa muñeca Marilú.

La revista fue fundada el 17 de noviembre de 1919, por Constancio C. Vigil, propietario de Editorial Atlántida. 
Ocho años antes de la publicación del primer número, en 1911 Vigil había fundado la revista Mundo Argentino y en 1918 se había fundado Atlántida, la editorial ya que meses antes se había lanzado El Gráfico (1919-2018).
Su nombre es derivado de una criatura mencionada en un poema del autor americano Bliss Carman, la cual aparece en un poema suyo de 1896, "Mr. Moon, A Song of the Little People", de su poemario "More Songs from Vagabondia", la cual luego fue convertida en un ícono de la cultura popular americana a través de una de sus lectoras, Florence Pretz (1885-1969). Pretz diseñó un muñeco basado en una criatura que vio en un sueño, el cual a su vez fue inspirado por la criatura del poema.
En el período 1937-1967 las ilustraciones de la tapa estuvieron a cargo de Lino Palacio y tomaron cierta popularidad. [cita requerida]En 2006 en el Museo del Dibujo y en el Museo de Artes Plásticas Eduardo Sívori se expusieron tapas originales de la época de Palacio.
En San Antonio de Padua se ubica la Calle Billiken en modo homenaje a la revista; tiene 500 metros de trazado desde la Calle Pedro Noguera hasta la Calle Rafael Hortiguera en el límite con Ituzaingó y está ubicada a 2.5 km de la Estación San Antonio de Padua.

## Características y contenidos

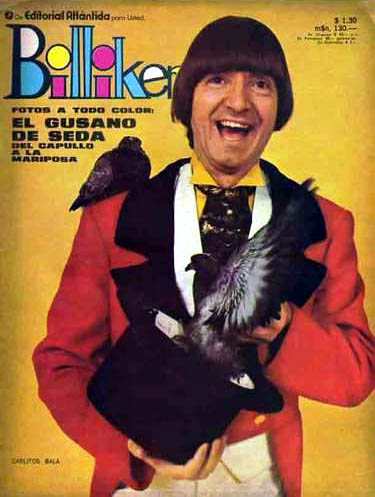
Carlitos Balá en la portada de Billiken, 1971.

La revista organizó sus contenidos de modo  que interactuara con la escuela, aportando artículos y secciones temáticas fijas sobre temas que pudieran resultar de utilidad directa para los alumnos en sus trabajos escolares. Se destacaba su material gráfico, fotografías, dibujos y unas "figuritas" que se volvieron clásicas, capaces por un lado de atraer e interesar a los niños, y por el otro de servir para las láminas y carpetas de estudio. En este sentido, tradicionalmente, la revista siguió siempre el calendario escolar, sobre todo el relacionado con la historia argentina, dedicando la tapa y los artículos principales, a los hechos y personajes históricos principales (Revolución de Mayo, Declaración de Independencia de la Argentina, Invasiones Inglesas, Cruce de los Andes, Domingo F. Sarmiento, José de San Martín, Manuel Belgrano), según el momento del año en que se celebraban las fiestas relacionadas.
Además de los contenidos escolares, la revista incorporó historietas, cuentos, personajes de ficción, juegos, curiosidades, y más recientemente música pop, cine y televisión, así como otras temáticas relacionadas con los intereses directos de los niños. Entre los personajes de Billiken destacaron la Hormiguita Viajera, Marta y Jorge y Misia Pepa.
| Fecha     | Título                  | Guionista                | Dibujante                       |
| --------- | ----------------------- | ------------------------ | ------------------------------- |
| 1943-     | Ocalito y Tumbita       | Vidal Davila             | Vidal Davila                    |
| 1947-1948 | La isla del tesoro      |                          | Federico Ribas                  |
| 5/5/1947- | Pelopincho y Cachirula  | Fola (Geoffrey Foladori) | Fola (Geoffrey Foladori)        |
| 1952-1960 | Las Aventuras de Pi-Pío | Manuel García-Ferré      | Manuel García-Ferré             |
| 195-      | El fantasma justiciero  | Jean Cézard              | Jean Cézard                     |
| 1972-1976 | El mono relojero        | Enrique Pinti            | Oscar Fernández y Daniel Branca |